# Mörttjärnen (Grangärde socken, Dalarna, 669021-146209)
Mörttjärnen är en sjö i Ludvika kommun i Dalarna och ingår i Dalälvens huvudavrinningsområde.